# David Wolf (hockey sur glace)
Pour les articles homonymes, voir David Wolf et Wolf.
David Wolf (né le 15 septembre 1989 à Düsseldorf en Allemagne de l'Ouest) est un joueur professionnel allemand de hockey sur glace. Il évolue au poste d'ailier gauche.
Son père, Manfred Wolf, était également joueur de hockey professionnel.

## Biographie
Il joue sa première saison professionnelle en 2007-2008 en deuxième division allemande avec le ETC Crimmitschau. En 2009, il découvre la DEL, championnat élite du pays, en s'alignant pour les Hannover Scorpions. En 2011, il rejoint les Hamburg Freezers et sa production offensive augmente considérablement, en passant de 6 points l'an dernier à 35 cette année-là.
Après cinq saisons jouées dans la DEL, il quitte son pays natal pour l'Amérique du Nord en signant avec les Flames de Calgary de la LNH. Il passe une grande partie de la saison 2014-2015 dans la LAH avec l'équipe affiliée, les Flames de l'Adirondack, et joue 3 matchs avec Calgary.
Son expérience nord-américaine ne dure qu'une saison, puisqu'il retourne en Allemagne après la saison avec les Freezers. En 2016, il est transféré à l'Adler Mannheim en retour de Martin Buchwieser.
Il prend part aux Jeux olympiques d'hiver de 2018 se tenant à Pyeongchang Corée du Sud avec l'équipe d'Allemagne. Son équipe cause la surprise en se rendant jusqu'en finale, qui se conclut par une défaite en prolongation face aux athlètes olympiques de Russie. Il remporte ainsi la médaille d'argent avec l'équipe allemande.

## Statistiques

### En club
| Saison     | Équipe                 | Ligue         |                   | Saison régulière  | Saison régulière  | Saison régulière  | Saison régulière  | Saison régulière  |                   | Séries éliminatoires | Séries éliminatoires | Séries éliminatoires | Séries éliminatoires | Séries éliminatoires |
| Saison     | Équipe                 | Ligue         | PJ                | B                 | A                 | Pts               | Pun               | PJ                | B                 | A                    | Pts                  | Pun                  |                      |                      |
| 2005-2006  | Jungadler Mannheim U18 | DNL           | 33                | 11                | 5                 | 16                | 87                | 6                 | 3                 | 3                    | 6                    | 4                    |                      |                      |
| 2006-2007  | Jungadler Mannheim U18 | DNL           | 27                | 14                | 22                | 36                | 93                | 5                 | 2                 | 1                    | 3                    | 40                   |                      |                      |
| 2006-2007  | Heilbronner Falken     | Oberliga      | 1                 | 0                 | 0                 | 0                 | 0                 | -                 | -                 | -                    | -                    | -                    |                      |                      |
| 2007-2008  | ETC Crimmitschau       | 2. Bundesliga | 46                | 7                 | 2                 | 9                 | 40                | 6                 | 0                 | 1                    | 1                    | 6                    |                      |                      |
| 2008-2009  | ETC Crimmitschau       | 2. Bundesliga | 36                | 2                 | 6                 | 8                 | 120               | -                 | -                 | -                    | -                    | -                    |                      |                      |
| 2009-2010  | Hannover Scorpions     | DEL           | 54                | 4                 | 7                 | 11                | 40                | 11                | 3                 | 0                    | 3                    | 12                   |                      |                      |
| 2009-2010  | Fischtown Pinguins     | 2. Bundesliga | 7                 | 2                 | 2                 | 4                 | 33                | -                 | -                 | -                    | -                    | -                    |                      |                      |
| 2010-2011  | Hannover Scorpions     | DEL           | 51                | 2                 | 4                 | 6                 | 97                | 4                 | 1                 | 1                    | 2                    | 52                   |                      |                      |
| 2010-2011  | Hannover Indians       | 2. Bundesliga | 1                 | 0                 | 3                 | 3                 | 4                 | -                 | -                 | -                    | -                    | -                    |                      |                      |
| 2011-2012  | Hamburg Freezers       | DEL           | 46                | 12                | 23                | 35                | 167               | 5                 | 0                 | 0                    | 0                    | 2                    |                      |                      |
| 2012-2013  | Hamburg Freezers       | DEL           | 49                | 17                | 19                | 36                | 96                | 6                 | 1                 | 3                    | 4                    | 26                   |                      |                      |
| 2013-2014  | Hamburg Freezers       | DEL           | 48                | 14                | 26                | 40                | 152               | 10                | 4                 | 8                    | 12                   | 47                   |                      |                      |
| 2014-2015  | Flames de l'Adirondack | LAH           | 59                | 20                | 18                | 38                | 168               | -                 | -                 | -                    | -                    | -                    |                      |                      |
| 2014-2015  | Flames de Calgary      | LNH           | 3                 | 0                 | 0                 | 0                 | 2                 | 1                 | 0                 | 0                    | 0                    | 0                    |                      |                      |
| 2015-2016  | Hamburg Freezers       | DEL           | 36                | 10                | 12                | 22                | 82                | -                 | -                 | -                    | -                    | -                    |                      |                      |
| 2016-2017  | Adler Mannheim         | DEL           | 48                | 14                | 23                | 37                | 137               | 7                 | 0                 | 4                    | 4                    | 39                   |                      |                      |
| 2017-2018  | Adler Mannheim         | DEL           | 30                | 10                | 8                 | 18                | 71                | 10                | 4                 | 2                    | 6                    | 8                    |                      |                      |
| 2018-2019  | Adler Mannheim         | DEL           | 45                | 15                | 20                | 35                | 70                | 14                | 2                 | 6                    | 8                    | 20                   |                      |                      |
| 2019-2020  | Adler Mannheim         | DEL           | 40                | 19                | 14                | 33                | 60                | -                 | -                 | -                    | -                    | -                    |                      |                      |
| 2020-2021  | Adler Mannheim         | DEL           | 38                | 13                | 21                | 34                | 42                | 1                 | 0                 | 0                    | 0                    | 0                    |                      |                      |
| 2021-2022  | Adler Mannheim         | DEL           | 33                | 6                 | 6                 | 12                | 43                | 9                 | 1                 | 8                    | 9                    | 12                   |                      |                      |
| 2022-2023  | Adler Mannheim         | DEL           | 44                | 13                | 16                | 29                | 49                | 9                 | 4                 | 4                    | 8                    | 13                   |                      |                      |
| 2023-2024  | Adler Mannheim         | DEL           | Saison en cours ? | Saison en cours ? | Saison en cours ? | Saison en cours ? | Saison en cours ? | Saison en cours ? | Saison en cours ? | Saison en cours ?    | Saison en cours ?    | Saison en cours ?    |                      |                      |
| Totaux LNH | Totaux LNH             | Totaux LNH    | 3                 | 0                 | 0                 | 0                 | 2                 | 1                 | 0                 | 0                    | 0                    | 0                    |                      |                      |

### En équipe nationale
| Année | Équipe        | Compétition                  |   | PJ | B | A | Pts | Pun               |  | Résultat |
| 2007  | Allemagne U18 | Championnat du monde -18 ans | 1 | 0  | 0 | 0 | 0   | 8e place          |  |          |
| 2009  | Allemagne U20 | Championnat du monde junior  | 6 | 1  | 0 | 1 | 53  | 9e place          |  |          |
| 2013  | Allemagne     | Qualification olympique      | 3 | 2  | 1 | 3 | 0   | Non qualifié      |  |          |
| 2016  | Allemagne     | Qualification olympique      | 3 | 0  | 0 | 0 | 4   | Qualifié          |  |          |
| 2017  | Allemagne     | Championnat du monde         | 5 | 1  | 0 | 1 | 18  | 8e place          |  |          |
| 2018  | Allemagne     | Jeux olympiques              | 7 | 0  | 2 | 2 | 2   | Médaille d'argent |  |          |
| 2022  | Allemagne     | Jeux olympiques              | 3 | 0  | 0 | 0 | 31  | 10e place         |  |          |

## Trophées et honneurs personnels
- 2009-2010 : champion d'Allemagne avec les Hannover Scorpions.